# 有村治子
有村治子（日语：／ Arimura Haruko，1970年9月21日—），日本女性政治家，自由民主黨黨員。出生於石川縣，在滋賀縣長大。2001年至今連續當選3屆參議院議員。在自民黨內屬於番町政策研究所（大島派）。
她歷任參議院環境委員長、文部科學大臣政務官（第3次小泉改造內閣）、內閣府特命擔當大臣（消費者及食品安全、規制改革、少子化對策、男女共同參與）、國務大臣（女性活躍擔當、行政改革擔當、國家公務員制度擔當）。
有村婚前是日本麥當勞職員，在總公司人事本部能力開發促進部任職，因此選舉中獲得日本麥當勞相當大的支持。此外，有村還獲得神道政治聯盟、佛所護念會教團、崇教真光、黑住教、天台宗、世界救世教、主之光教團等宗教團體的支持。
她是親台派。堅決反對墮胎、反對夫婦別姓。
有村的丈夫是馬來西亞籍的華裔客家人，2014年歸化取得日本國籍。

## 外部連結
- 有村治子官方網站 （页面存档备份，存于）
- 有村治子的Facebook專頁

| 議會席位                 | 議會席位                                                   | 議會席位                 |
| ------------------------ | ---------------------------------------------------------- | ------------------------ |
| 前任： 松山政司          | 參議院環境委員長 2008年—2009年                             | 繼任： 山谷惠里子        |
| 官衔                     |                                                            |                          |
| 前任： 稻田朋美          | 特命擔當大臣（規制改革） 第13、14代：2014年—2015年         | 繼任： 河野太郎          |
| 前任： 森雅子            | 特命擔當大臣（少子化對策） 第15、16代：2014年—2015年       | 繼任： 加藤勝信          |
| 前任： 森雅子            | 特命擔當大臣（消費者及食品安全） 第10、11代：2014年—2015年 | 繼任： 河野太郎          |
| 前任： 森雅子            | 特命擔當大臣（男女共同參與） 第20、21代：2014年—2015年     | 繼任： 加藤勝信          |
| 前任： 下村博文 小泉顯雄 | 文部科學大臣政務官 2005年—2006年                           | 繼任： 小淵優子 水落敏榮 |